# Aspilota ylia
Aspilota ylia är en stekelart som beskrevs av Robert A.Wharton 2002. Aspilota ylia ingår i släktet Aspilota och familjen bracksteklar. Inga underarter finns listade.